# Hinter Gittern/Staffel 6
Dieser Artikel enthält alle Episoden der sechsten Staffel der deutschen Fernsehserie Hinter Gittern, sortiert nach der Erstausstrahlung. Sie wurden vom 24. Juli 2000 bis zum 12. Februar 2001 auf dem deutschen Sender RTL gesendet.

## Episoden
| Nr. (ges.) | Nr. (St.) | Originaltitel         | Zusammenfassung | Erstausstrahlung D |
| ---------- | --------- | --------------------- | --- | ------------------ |
| 125        | 1         | Spiel mit dem Feuer   | Mona verführt Tom, wird dabei jedoch von Peter erwischt, der aus Eifersucht Tom an die Anstaltsleitung verraten will. Doch beide schaffen es, dies durch eine Erpressung zu verhindern. Ilse wird in der Küche beim Drogenschmuggel entlarvt und in die Gärtnerei versetzt. Jan erfährt von Elkes Drogenhandel und trennt sich enttäuscht von ihr. | 24. Juli 2000      |
| 126        | 2         | Entscheidungen        | Elke erfährt von ihrer Schwangerschaft, lässt das Baby jedoch gegen den Willen von Jan abtreiben. Sofia Monetti, die mit Mona eine gemeinsame Vergangenheit hat, kommt nach Reutlitz. | 31. Juli 2000      |
| 127        | 3         | Im Netz der Spinne    | Sofia will sich an Mona rächen und nutzt deshalb Ilse für ihre Zwecke aus. Mona wiederum rächt sich nach einem gescheiterten Mordanschlag an Sofia, indem sie vorgibt, Sofias Sohn sei tot. Walter lernt bei einem Ausgang Bea kennen, die, wie sich später herausstellt, in Reutlitz als Schließerin beginnt. | 7. Aug. 2000       |
| 128        | 4         | Der Traum vom Fliegen | Als Melanie einen Vogel in der Gärtnerei findet und ihn aufzieht, will Conny dies für sich ausnutzen. Walter fällt es schwer, mit Bea als Schließerin umzugehen. | 14. Aug. 2000      |
| 129        | 5         | Abgeblockt            | Walter will unter allen Umständen Bea als Schließerin aus Reutlitz verdrängen, um sich die Gefühle für Bea nicht eingestehen zu müssen. Bea enttäuscht dies sehr. | 21. Aug. 2000      |
| 130        | 6         | Von Frau zu Frau      | Jule beginnt Gefühle für Uschi zu empfinden, wodurch ihre enge Freundschaft geschädigt wird. Tom flirtet offensiv mit Elke. Mona sendet eine Erotik-Webcamshow aus dem Gefängnis. | 28. Aug. 2000      |
| 131        | 7         | Falschspieler         | Sofia erfährt, dass Ilse und Mona hinter dem gefälschten Fax stecken, welches dazu geführt hat, dass ihr Sohn ermordet wurde, und schwört nun Rache. | 4. Sep. 2000       |
| 132        | 8         | Familienbande         | Ilse täuscht Monas Mord vor, damit Sofia als Mordauftraggeberin enttarnt wird. Daraufhin wird sie nach Prekow gebracht. Jule macht nach der HIV-Infizierung von Tina ebenfalls einen Test, der sich jedoch als negativ herausstellt. | 11. Sep. 2000      |
| 133        | 9         | Vertraute Feindin     | Ilse schafft es mit Hilfe von Frau Mohr und Bea, die Anstaltsleitung zu überzeugen, Mutz in Bad Hersfeld besuchen zu dürfen. Um zusammen mit Conny fliehen zu können, beginnt Jule eine Intrige gegen Conny und Olli, die jedoch auffliegt, als die Gefangenen der Männer-JVA im Hof der Frauen Arbeiten verrichten. | 18. Sep. 2000      |
| 134        | 10        | Der Herzensbrecher    | Tom schafft es, die Wette zwischen ihm und Elke zu gewinnen, als er mit Anna schläft. Christoph wird von der HIV-infizierten Tina mit ihrer Spritze attackiert, woraufhin Christoph nun fürchtet, sich mit dem HI-Virus angesteckt zu haben. | 25. Sep. 2000      |
| 135        | 11        | Diagnose Positiv      | Christoph bekommt die Gewissheit, nun mit HIV infiziert zu sein und stellt daraufhin seinen Beruf in Frage. | 9. Okt. 2000       |
| 136        | 12        | Verwirrte Gefühle     | Uschi verrät die Beziehung zwischen Jule und Nadja an die Anstaltsleitung, bemerkt jedoch kurze Zeit später, dass sie einen großen Fehler gemacht hat und Jule nur beschützen wollte, da sie in ihr einen Tochterersatz sieht. Uschi entschuldigt sich schließlich bei Jule. | 16. Okt. 2000      |
| 137        | 13        | Himmelsstürmer        | Conny und Oli schaffen es mit Hilfe eines Heißluftballons, während eines Konzertes aus Reutlitz zu fliehen. Beim Konzert funkt es zum ersten Mal seit langer Zeit wieder zwischen Walter und Bea. | 23. Okt. 2000      |
| 138        | 14        | Verbotene Spiele      | Walter und Bea schlafen erstmals miteinander. Anna steigert sich zu sehr in die Beziehung mit Tom. Als Jule erfährt, dass Nadja ihre Flucht verhindert hat, sorgt sie dafür, dass die Anstaltsleitung von ihrer Affäre erfährt, woraufhin Nadja gekündigt wird. | 30. Okt. 2000      |
| 139        | 15        | Anna schlägt zurück   | Anna erfährt von Elkes durchtriebenem Spiel und will Elke daraufhin vergiften, jedoch wird Tom unfreiwillig Opfer des Anschlags. Mona überredet Kittler, mit ihr ein Sexvideo zu drehen. Dr. Stein ist aus dem Urlaub zurückgekehrt und gerät schon am ersten Tag mit Eva aneinander. | 6. Nov. 2000       |
| 140        | 16        | Stein greift an       | Stein beginnt sich um eine Berufsunfähigkeitsversicherung zu kümmern. Tina stirbt im Bunker an ihrem AIDS-Leiden. Mona bekommt gute Aussichten auf Haftentlassung, die jedoch von Peter zunichtegemacht werden. Eva kommt daraufhin mit einem verlockenden Angebot auf Mona zu, Spitzel für eine vorzeitige Entlassung zu spielen. Conny und Olli nehmen Kontakt zu Jule auf, die daraufhin an das Versteck des Schlüssels kommt.                                                                               | 13. Nov. 2000      |
| 141        | 17        | Grausame Freiheit     | Um entlassen zu werden, verrät Mona ihre eigene Tochter an die Anstaltsleitung, woraufhin Jule in den Bunker muss und Mona frei kommt. Walter regelt Elkes Geldangelegenheiten, während sie in Prekow sitzt. | 20. Nov. 2000      |
| 142        | 18        | Schachmatt            | Jutta kommt hinter Beas und Walters Affäre und Bea kündigt mit sofortiger Wirkung. Walter erpresst Jutta jedoch mit ihrem geklauten Lottogewinn, sodass Bea wieder eingestellt wird. Die Eiskunstläuferin Denise Hartung wird in die JVA gebracht und macht sich gleich am ersten Tag keine Freunde. | 4. Dez. 2000       |
| 143        | 19        | Herrenmoral           | Eine Obdachlose wird inhaftiert, die einigen jedoch ziemlich bekannt vorzukommen scheint. Melanie schikaniert Denise und missbraucht sie als Sklavin, ehe Walter auf Bitten von Bea diesem ein Ende setzt. Eva kommt hinter Christophs HIV-Geheimnis. | 11. Dez. 2000      |
| 144        | 20        | Stunde der Wahrheit   | Dr. Stein outet sich als HIV-positiv, was dazu führt, dass Eva Melanie anstachelt, die Insassinnen gegen ihn aufzuhetzen. Damit hat sie jedoch keinen Erfolg. Bei einem Anschlag auf Dr. Stein verletzt sich Melanie lebensgefährlich. Bea erfährt die wahren Gründe, warum sie wieder eingestellt wurde und ist daher von Walter enttäuscht. Jeanette erfährt, dass es sich bei der Obdachlosen um Katharina von Preiss handelt. Sie wird von ihrem Neffen beauftragt, Katharinas Identität nicht aufzudecken. | 18. Dez. 2000      |
| 145        | 21        | Die Wiedergeburt      | Während Ilse versucht, Katharina ihre wahre Identität klarzumachen, arbeitet Jeanette dagegen, in der Hoffnung, Geld von Katharinas Neffen zu bekommen. Schließlich kehrt Katharinas Gedächtnis zurück. Elkes Entlassung aus Prekow führt dazu, dass Anna wieder mit Toms und Elkes Liebe konfrontiert wird. | 15. Jan. 2001      |
| 146        | 22        | Reiselust             | Walter erpresst Jutta mit einem als Krankenhausaufenthalt getarnten Freigang, um Zeit mit Bea zu verbringen, jedoch macht ihnen Möhrchen, die Walter auf der Straße trifft, einen Strich durch die Rechnung. Dank Ilse kann Katharinas Identität nachgewiesen werden. Katharina darf Reutlitz verlassen und ist Ilse zu ewigem Dank verpflichtet. | 21. Jan. 2001      |
| 147        | 23        | Evas Welt             | Juttas Urlaub und Birgits Erkrankung führen dazu, dass Eva die Anstaltsleitung in dieser Zeit übernimmt. Der Ton ändert sich in Reutlitz und die Insassinnen werden schikaniert und müssen zahlreiche Sanktionen auf sich nehmen. Sofia kommt aus Prekow zurück nach Reutlitz, um sich um ein besseres Verhältnis zu Jule zu kümmern. | 29. Jan. 2001      |
| 148        | 24        | Auf Messers Schneide  | Jule wird von Sofia überredet, Eva umzubringen, was diese jedoch mitbekommt und Jule erpresst, sie anzufixen. Dies führt dazu, dass Jule ihre Großmutter verrät und diese sich von ihr abwendet und zurück nach Prekow kommt. Ebenso stellt Eva Jule bei den Insassinnen als Verräterin dar. | 5. Feb. 2001       |
| 149        | 25        | Jules Schicksal       | Jule begeht Selbstmord und die Insassinnen erfahren, dass Eva daran Schuld hat. Uschi ruft zu einem Boykott gegen Frau Baal auf. Versehentlich schlagen sie Birgit ohnmächtig und fordern, Eva gegen Birgit auszutauschen. | 12. Feb. 2001      |
| 150        | 26        | Der Aufstand          | Melanie nutzt den Aufstand dazu aus, um ihre eigene Flucht zu ermöglichen und platziert an Bea eine Bombe. Damit Bea weiterleben kann, verhindert Walter schließlich die Flucht von Melanie, Uschi und Elke. | 12. Feb. 2001      |

## Besetzung

### Insassinnen
| Rollenname                | Schauspieler        | Folgen                                      | Anzahl    | Bemerkungen und Rollenentwicklung in Staffel 6 |
| ------------------------- | ------------------- | ------------------------------------------- | --------- | --- |
| Tina Stein                | Martina Baumann     | 125–150                                     | 26 Folgen | Kleinrolle |
| Agnes Herrmann            | Dagmar Bertram      | 125–150                                     | 26 Folgen | Kleinrolle |
| Melanie „Mel“ Schmidt     | Sigrid Schnückel    | 125–130, 133–136, 139–144, 147–150          | 20 Folgen | Blutsfeindin von Walter. |
| Julia „Jule“ Neumann †    | Anke Rähm           | 125–127, 129–142, 147–149                   | 20 Folgen | Tochter von Mona. Enkelin von Sofia. Ex-Freundin von Nadja. Beste Freundin von Conny. Flucht mit Hilfe von Conny scheitert, da sie von Mona verraten wurde. Begeht in ihrer Verzweiflung Selbstmord, nachdem sie von Eva als Verräterin vor den Insassinnen hingestellt wurde. |
| Ilse Wünsche geb. Brahms  | Christiane Reiff    | 125–128, 131–138, 140, 145–150              | 19 Folgen | Küchenhilfe in der JVA. Ehefrau von Gregor Wünsche. Leidet unter der Entfernung zu ihrem Ehemann. |
| Anna Talberg              | Bettina Kramer      | 125–126, 129–135, 137–140, 143–146, 149–150 | 19 Folge  | Mutter von Jan und Lilli. Verliebt sich in Tom Weber. |
| Christine „Walter“ Walter | Katy Karrenbauer    | 125–132, 137–138, 141–146, 149–150          | 18 Folgen | Rädelsführerin in der JVA, beginnt eine Affäre mit der Schließerin Bea. |
| Jeanette Bergdorfer       | Christine Schuberth | 129–136, 141–150                            | 18 Folgen | Reinigungskraft in der JVA. |
| Ursula „Uschi“ König      | Barbara Freier      | 127–136, 139–142, 145, 149–150              | 17 Folgen | Beste Freundin von Jule. Versucht mit Melanie und Elke zu fliehen. |
| Mona Suttner              | Anja Beatrice Kaul  | 125–136, 139–141                            | 15 Folgen | Mutter von Jule. Verrät ihre eigene Tochter, um vorzeitig entlassen zu werden. |
| Elke Meier                | Monika Guthmann     | 125–126, 129–134, 139, 145–150              | 15 Folgen | Darstellerwechsel nach dieser Staffel Beendet die Beziehung zu Jan. Treibt ihre Schwangerschaft ab. Kommt für kurze Zeit nach Preekow. |
| Cornelia „Conny“ Starck   | Kristin Lenhardt    | 125–137, 140                                | 14 Folgen | Beste Freundin von Jule, Freundin von Oli, flieht mit diesem mit einem Heißluftballon aus Reutlitz in Richtung Amerika. Versuchte Jule später zur Flucht zu verhelfen, indem sie ihr eine harmlos aussehende Postkarte zukommen ließ, worauf ihre Telefonnummer versteckt war. Erklärte Jule später in einem Telefonat den Fluchtplan und das Versteck des Schlüssels und wo sie auf sie wartete. |
| Denise Hartung            | Edina Robinson      | 142–150                                     | 9 Folgen  | Eiskunstlaufprofi. Trainiert in Haft weiterhin für die Olympischen Spiele. |
| Sofia Monetti             | Gudrun Gundelach    | 126–127, 131–132, 147–148                   | 6 Folgen  | Leitet krumme Geschäfte bei der Mafia. Ehemalige Schwiegermutter von Mona. Großmutter von Jule. Wird nach Preekow verlegt. |
| Tina Hünseler †           | Ina Halmagyi        | 131–132, 134–135, 139–140                   | 6 Folgen  | HIV-positiver Junkie, der Dr. Stein mit HIV ansteckt. Stirbt an den Folgen ihrer Krankheit. |
| Katharina von Preiss      | Christine Wodetzky  | 143–146, 148                                | 5 Folgen  | Adlige. Leidet an Amnesie und wird aufgrund einer Intrige als Obdachlose Marion Müller nach Reutlitz gebracht. Schafft es mit Hilfe von Ilse, ihre Unschuld zu beweisen, und wird entlassen. |

### Gefängnispersonal
| Rollenname                   | Schauspieler       | Folgen                                      | Anzahl    | Bemerkungen und Rollenentwicklung in Staffel 6 |
| ---------------------------- | ------------------ | ------------------------------------------- | --------- | --- |
| Tom Weber                    | Marcus Grüsser     | 125–139, 145–146, 149–150                   | 19 Folgen | früherer Anstaltskoch; Schließer der JVA. Affäre von Elke. Ex-Freund von Anna. One-Night-Stand von Mona und Denise.                                      |
| Beate „Bea“ Hansen           | Sonia Farke        | 127–134, 136–138, 141–146, 149–150          | 19 Folgen | Schließerin. Freundin von Walter. |
| Peter Kittler                | Egon Hofmann       | 125–130, 133–134, 137–142, 147–150          | 18 Folgen | Schließer. |
| Eva Baal                     | Karen Böhne        | 125–126, 131–136, 139–140, 143–144, 147–150 | 16 Folgen | Sadistische Schließerin; übernimmt zeitweise die Anstaltsleitung; führt Jule Neumann in den Freitod.                                                     |
| Dr. Christoph Columbus Stein | Atto Suttarp       | 126, 131–135, 139–146, 149–150              | 16 Folgen | Anstaltsarzt; wird mit HIV infiziert. |
| Jutta Elisabeth Adler        | Claudia Loerding   | 127–132, 137–138, 141–146, 149–150          | 16 Folgen | Anstaltsleiterin, wird von Elke und Walter um ihren Lottogewinn gebracht.                                                                                |
| Sybille „Möhrchen“ Mohr      | Heidi Weigelt      | 127, 131–138, 142, 145–150                  | 16 Folgen | Sekretärin der Anstaltsleitung. Wird von Eva Baal vorübergehend gekündigt.                                                                               |
| Birgit Schnoor               | Uta Prelle         | 127–128, 133–134, 137–144, 147, 149–150     | 15 Folgen | Stationsleiterin und stellvertretende Anstaltsleiterin, fällt krankheitsbedingt längerfristig aus, wird im Staffelfinale von den Insassinnen gekidnappt. |
| Horst Dahnke                 | Thomas Engel       | 125, 131–132, 135–136, 141–144              | 9 Folgen  | Schließer. |
| Dr. Nadja Feldmann           | Yvonne Burbach     | 135–138                                     | 4 Folgen  | Ärztin auf der Krankenstation im praktischen Jahr. Jugendfreundin von Jule. Wird gekündigt.                                                              |
| Leo Meinecke                 | Joey Zimmermann    | 125, 135, 142                               | 3 Folgen  | Anstaltskoch |
| Dr. Evelyn Kaltenbach        | Franziska Matthus  | 146, 148                                    | 2 Folgen  | Frühere Anstaltsleiterin; arbeitet im Justizministerium. Kommt zu verschiedenen Anlässen nach Reutlitz.                                                  |
| Jörg Johannes Baumann        | Armin Dallapiccola | 149–150                                     | 2 Folgen  | Neuer Schließer in Reutlitz. |

### Angehörige
| Rollenname               | Schauspieler       | Folgen                    | Anzahl   | Bemerkungen und Rollenentwicklung in Staffel 6 |
| ------------------------ | ------------------ | ------------------------- | -------- | --- |
| Jan Talberg              | Benjamin Quaiser   | 125–126, 129–131, 138–139 | 7 Folgen | Sohn von Anna. Bruder von Lilli. Ex-Freund von Elke. |
| Oliver „Oli“ Papnitz     | Eric Benz          | 133, 135–137, 140         | 5 Folgen | 2. Darsteller der Rolle Neffe von Jutta; Freund von Conny; flieht mit Conny in Richtung Amerika.                                                                     |
| Burkard von Preiss       | Markus Kiepe       | 144–146                   | 3 Folgen | Neffe von Katharina von Preiss. |
| Lilli Talberg            | Anna Herrmann      | 131, 138                  | 2 Folgen | Tochter von Anna. Schwester von Jan. |
| Nina Teubner             | Julia Mallwitz     | 137–138                   | 2 Folgen | Charakter wird einzig in Staffel 6 nicht von Marie-Ernestine Worch verkörpert Walters Ziehtochter. Beginnt ein Praktikum bei dem Musikmanagement von Karsten Fricke. |
| Karsten Fricke           | Andreas Wrosch     | 137–138                   | 2 Folgen | Musikmanager von Katja Werker. Vergreift sich an Nina Teubner. |
| Vivien „Vivi“ Andraschek | Annette Frier      | 127                       | 1 Folge  | Ehemalige Insassin. Ex-Freundin von Walter. Trifft sich mit dieser bei einem Freigang.                                                                               |
| Kommissar Wilms          | Peter Zintner      | 127                       | 1 Folge  | Umbenennung der Rolle. Kriminalkommissar. |
| Margarethe „Mutz“ Korsch | Brigitte Renner    | 133                       | 1 Folge  | Ehemalige Insassin der JVA. Wird von Ilse, Frau Mohr und Bea in ihrem Altersheim in Bad Hersfeld besucht.                                                            |
| Gerhard „Gina“ Röderer   | Dieter Rita Scholl | 139                       | 1 Folge  | Transvestit; gute Freundin von Elke. |
| Dr. Gregor Wünsche       | Santiago Ziesmer   | 148                       | 1 Folge  | Ehemann von Ilse. |

### Todesfälle der Staffel
| Folge | Person          | Art des Todes | Handlung |
| ----- | --------------- | ------------- | --- |
| 131   | Stefano Monetti | Erschossen    | Sofias Sohn und Jules Vater Stefano Monetti wird von der Polizei erschossen, als er seine Mutter im Krankenhaus besuchen will. |
| 140   | Tina Hünseler   | HIV           | Tina Hünseler stirbt im Bunker an ihrer Aids-Infektion.                                                                        |
| 149   | Jule Neumann    | Suizid        | Jule Neumann hängt sich in der Wäscherei auf, nachdem sie sich eingestand, dass ihr Leben nichts mehr wert war.                |